# 富士宮道路
富士宮道路（ふじのみやどうろ）は、静岡県富士宮市万野原新田と同市根原を結ぶ道路。以前は有料道路であったが現在は無料化され、一部を除き国道139号として供用されている。

## 概要
国道吉原大月線（現・国道139号）の現道改良及びバイパスとして、旧日本道路公団により事業名称「富士山麓道路」として建設。一般有料道路としての供用に際し「富士宮道路」と改められた。
第一期工事にて完成した区間と、第二期工事で建設された区間がある。以下では便宜的に前者を一期線、後者を二期線と呼称する。
二期線は一期線の途中（23.0KP）に接続したため、一期線のうち上井出(一期線起点)-内野(二期線との接続点)間は本線から外れ延長1.9kmの支線となったが、国道時代の名残として起点から接続点までの距離を示す距離標が設置されている。
有料道路であった時期には、一期線は朝霧料金所、二期線は北山料金所で料金徴収を行っていた。このうち朝霧料金所には、隣接して道路施設協会（当時）の運営する「富士宮売店」があった。無料開放後にこれらの施設は撤去されたが、朝霧料金所跡地は休憩施設の「朝霧さわやかパーキング」として整備された。
一期線
- 起点：静岡県富士宮市上井出字田通し

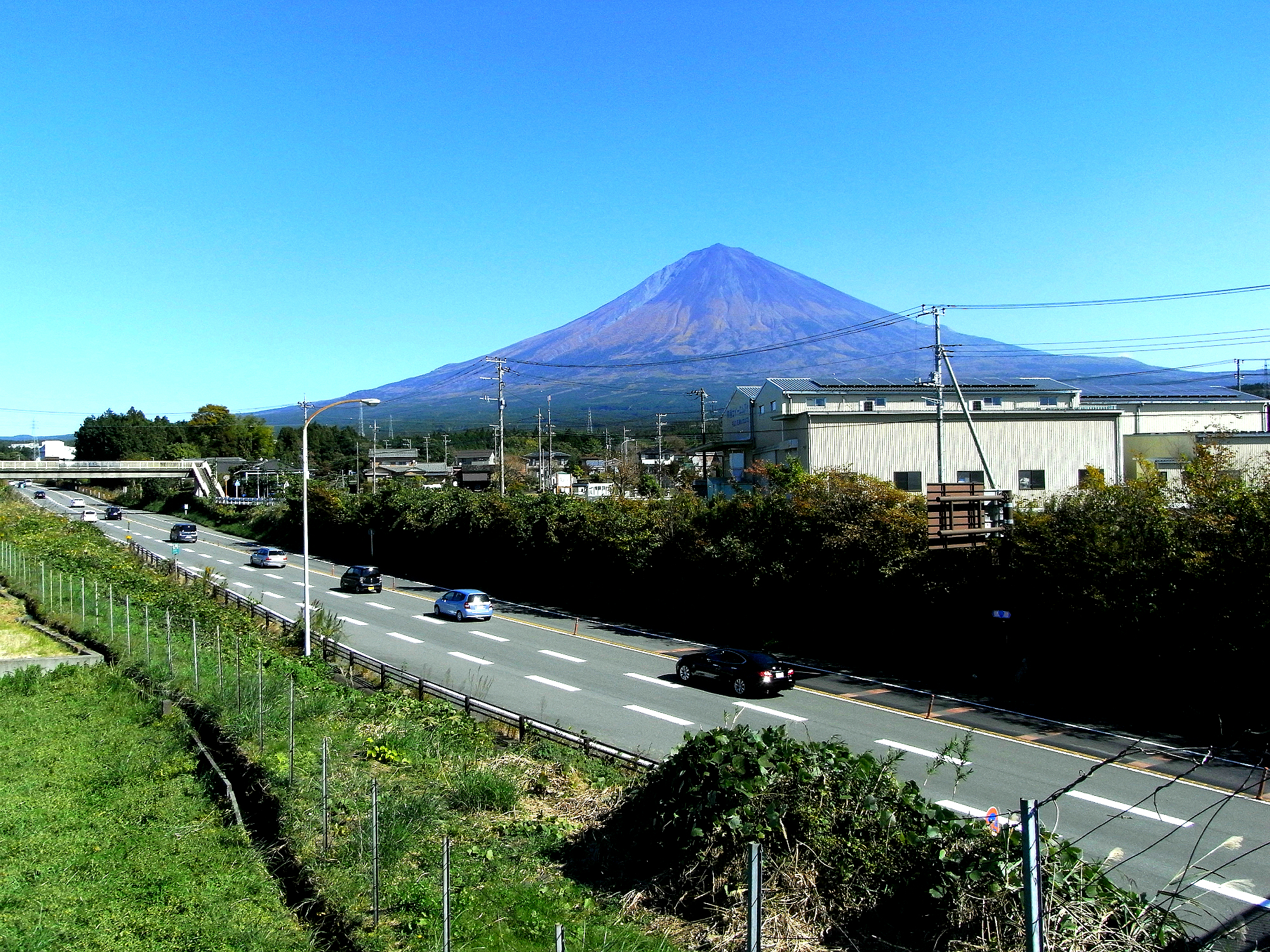
富士山の西麓を走る富士宮道路（2015年10月）

- 終点：静岡県富士宮市根原字宝山(現在の道の駅朝霧高原付近)
- 延長：12.151km
- 車線数：対向2車線（一部付加車線あり）
- 設計速度：50km/h
- 総事業費：6億6400万円

二期線
- 起点：静岡県富士宮市万野原新田
- 終点：静岡県富士宮市内野
- 延長：10.388km
- 車線数：暫定対向2車線(外神IC-上井出IC間に登坂車線あり)
- 設計速度：80km/h
- 総事業費：43億円

## 通過する自治体
- 静岡県
  - 富士宮市

## 接続する道路
- 国道469号
- 静岡県道72号富士白糸滝公園線
- 静岡県道75号清水富士宮線
- 静岡県道414号富士富士宮線

## 沿革
- 1963年（昭和38年）12月：旧日本道路公団により着工
- 1965年（昭和40年）9月28日 : 一般有料道路「富士宮道路」として一期線供用開始
- 1971年（昭和46年）7月30日 : 二期線供用開始
- 1995年（平成7年）9月28日 : 償還期間満了に伴い無料開放

## 路線状況
- 所在地は全線において静岡県富士宮市である。
- 距離標は指定区間の起点である青島交差点より起算される。

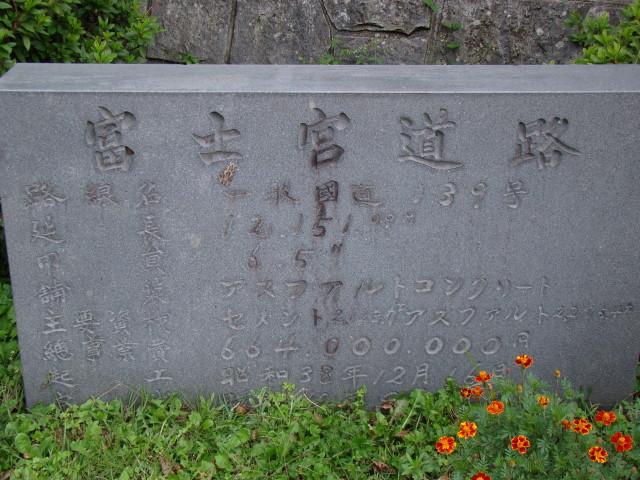
朝霧さわやかパーキングに建つ記念碑（2008年9月）

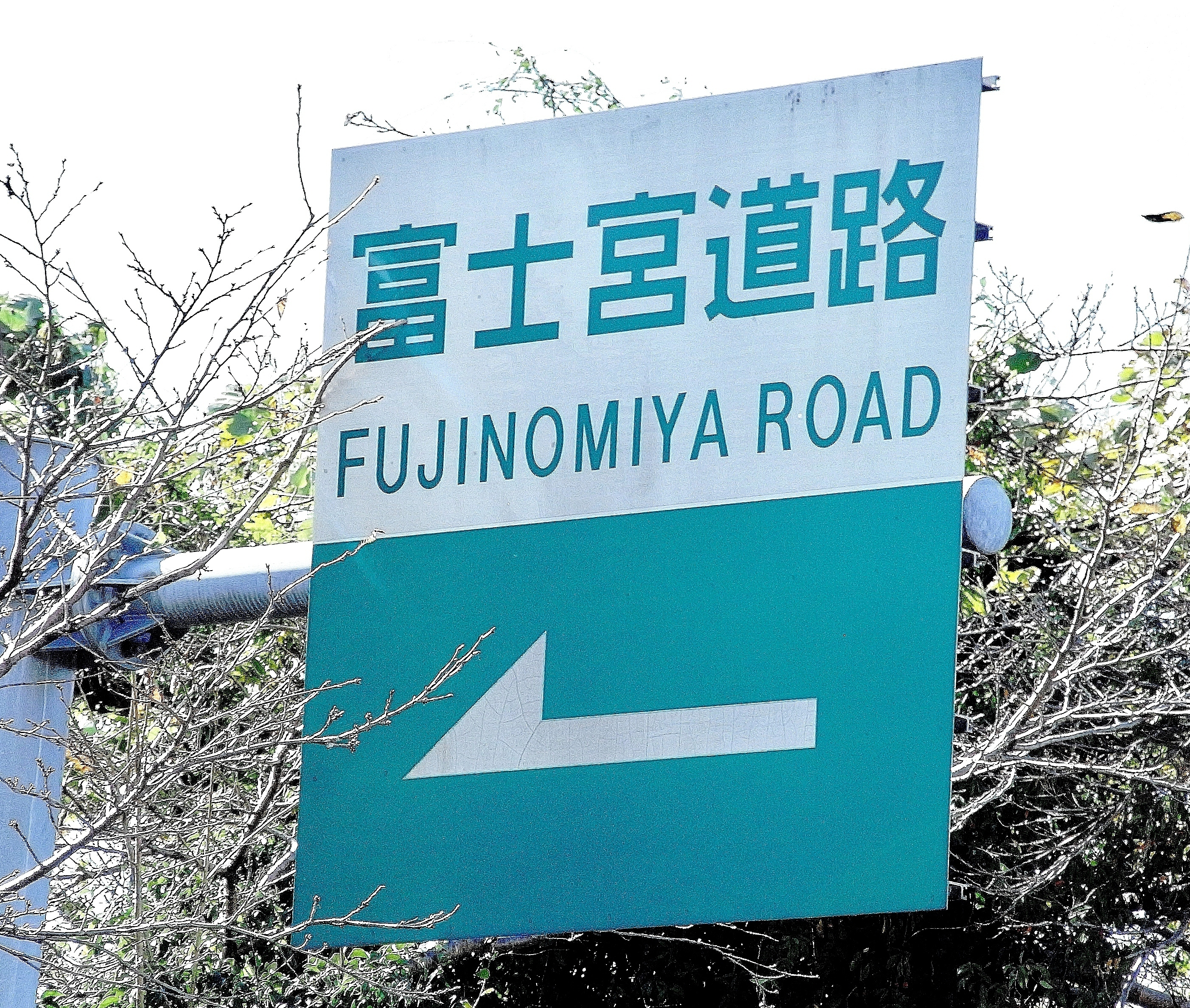
国道469号にある路線案内標識（2015年10月）

### 本線
| 地点名                               | 接続路線名                | 富士 から (km) |
| ------------------------------------ | ------------------------- | -------------- |
| 国道139号 富士宮市街・西富士道路方面 |                           |                |
| 万野原新田                           |                           | 12.7           |
| 宮原東                               |                           | 13.2           |
| 大富士中西                           |                           | 13.6           |
| 宮五本松                             |                           | 13.8           |
| 外神                                 |                           | 14.2           |
| 自動車専用道路区間 （外神IC-内野IC） |                           |                |
| 内野                                 |                           | 23.0           |
| 畜産試験場北                         |                           | 26.5           |
| ドライブインもちや                   |                           | 28.0           |
| 猪之頭入口                           | 静岡県道75号清水富士宮線  | 28.4           |
| 麓朝霧                               | 静岡県道414号富士富士宮線 | 29.7           |
| 朝霧さわやかパーキング               |                           | 30.4           |
| 根原                                 |                           | 32.2           |
| 根原宝山                             |                           | 33.3           |
| （道の駅朝霧高原）                   |                           | 34.0           |
| 国道139号 本栖湖・富士吉田方面       |                           |                |

#### 自動車専用道路区間
| IC 番号 | 施設名   | 接続路線名                   | 富士 から (km) |
| ------- | -------- | ---------------------------- | -------------- |
|         | 外神IC   |                              | 14.3           |
|         | 北山IC   | 国道469号                    | 16.0           |
|         | 上井出IC | 静岡県道72号富士白糸滝公園線 | 20.3           |
|         | 内野IC   |                              | 22.9           |

### 支線

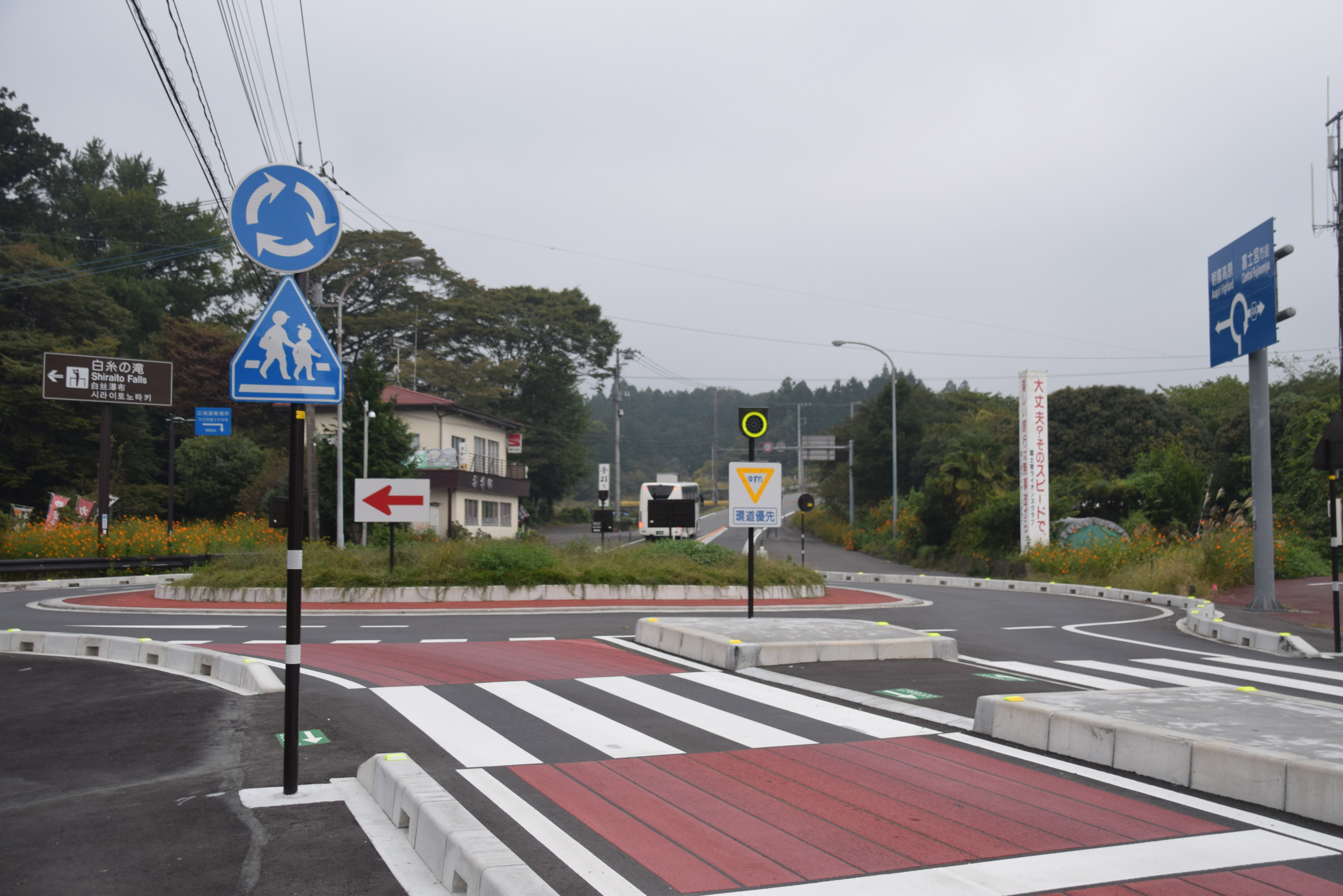
上井出は現在、ラウンドアバウトとして整備されている（2017年10月）

| 地点名                               | 接続路線名 | 起点 から (km) |
| ------------------------------------ | ---------- | -------------- |
| 静岡県道414号 白糸滝・富士宮市街方面 |            |                |
| 上井出                               |            | 0.0            |
| 内野                                 |            | 1.9            |

### 休憩施設
- ドライブインもちや
- セブン-イレブン富士宮朝霧高原店
- ファミリーマート富士宮朝霧店
- 朝霧さわやかパーキング
  - 駐車場
  - 公衆トイレ
  - 自動販売機

## 車線・最高速度
| 区間              | 車線 上下線=上り線+下り線 | 最高速度 |
| 本線              | 本線                      | 本線     |
| ----------------- | ------------------------- | -------- |
| 万野原新田-外神IC | 4=2+2                     | 60km/h   |
| 外神IC-上井出IC   | 3=1+2                     | 60km/h   |
| 上井出IC-内野     | 2=1+1                     | 60km/h   |
| 内野-根原宝山     | 2=1+1                     | 50km/h   |
| 枝線              |                           |          |
| 上井出-内野       | 2=1+1                     | 50km/h   |

内野-根原宝山の内、下り線猪之頭入口付近（28.9KP）-静岡県道414号交点付近（29.5KP）にはゆずり車線が設けられている。

## 補足
- 外神以北は高低差のある区間となり、大型車等のベーパーロック現象及びフェード現象防止を目的にエンジンブレーキの使用を促す注意看板が多く設置されている。
- 過積載によるベーパーロック現象により埼玉県から清水市に鋼材を運搬していた大型トレーラーが暴走し、続く富士宮バイパスで多重死亡事故が発生した。